# Albert Heijn (1865)

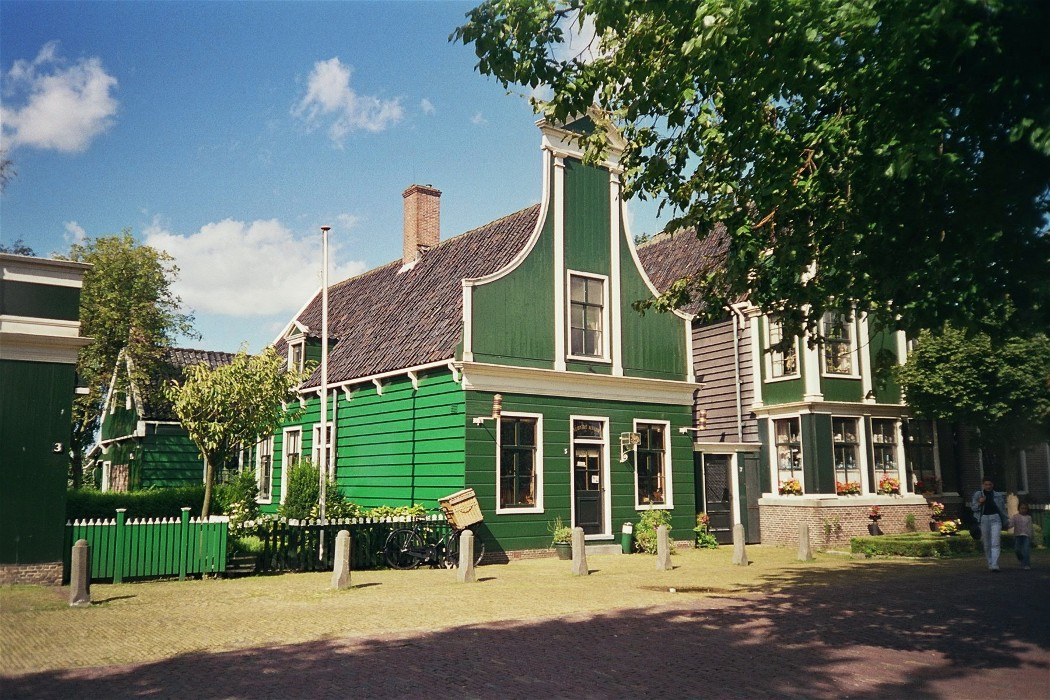
Il primo negozio di Albert Heijn a Zaanstad

Albert Heijn (Oostzaan, 15 ottobre 1865 – Amsterdam, 13 novembre 1945) è stato un imprenditore olandese.

## Biografia
È stato il fondatore di quella che ad oggi è la maggiore catena di supermercati olandese. Il giorno del suo matrimonio, nel 1887, assunse la direzione della drogheria del padre, Jan Simonsz Heijn ad Oostzaan. Il successo in questa imprenditoria gli permise di aprire, otto anni dopo, un secondo negozio nella vicina Purmerend. Da quella iniziativa imprenditoriale è poi nata col tempo una catena di supermercati ancora oggi operante e che tuttora porta il suo nome.
Dal 1895, accanto alla vendita, Heijn si dedicò alla produzione di alimentari. Così nella cucina di una casa signorile di Zaandam si producevano biscotti, e nel retro della bottega di Oostzaan si praticava la torrefazione di caffè.
Nel 1920 Albert passò la direzione ai figli Jan Heijn e Gerrit Heijn e al genero Johan Hille. Saranno soprattutto i nipoti di Albert, Albert Heijn e Gerrit Jan Heijn ad espandere ulteriormente l'impresa.
| Controllo di autorità | VIAF (EN) 291936737 · ISNI (EN) 0000 0003 9690 7004 |